# 祝祥
祝祥（1447年—？），字廷瑞，直隸河間府滄州人，明朝政治人物，官至尚寶司卿。

## 生平
成化十三年（1477年）丁酉科順天府鄉試第三十一名。弘治三年（1490年）庚戌科第三甲第一名進士。累官湖廣按察司僉事。弘治十二年，因母老乞改京職，以便侍養，吏部奏請以原官改山東、河南，中旨改為尚寶司卿。

## 家族
曾祖祝成，典史；祖父祝讚，教諭；父祝茂，知縣。母趙氏。慈侍下。